# Geschäftsordnung für den Bayerischen Landtag
In der Geschäftsordnung für den Bayerischen Landtag (BayLTGeschO) regelt der Bayerische Landtag seine parlamentarischen Abläufe und Organstrukturen sowie die damit verbundenen Rechte und Pflichten der Mitglieder und Organe. Der Landtag erlässt die Geschäftsordnung auf Grundlage von Art. 20 Abs. 3 der Verfassung des Freistaates Bayern.

## Geschichte
Nach der Einrichtung des Landtags im Königreich Bayern durch die Verfassung von 1818 wurde dem Parlament im Jahr 1831 die Kompetenz zum Erlass von „Geschäftsgangsgesetzen“ übertragen. Somit konnte der Landtag beispielsweise mit der Verabschiedung des Geschäftsgangsgesetzes vom 25. Juli 1850 erstmals so viele Ausschüsse wie für nötig erachtet bilden.
Nach Art. 28 Abs. 1 S. 1 der Bamberger Verfassung von 1919 gab sich der Landtag im Freistaat Bayern eine Geschäftsordnung.
Mit der Neueinrichtung des bayerischen Landtags nach dem Zweiten Weltkrieg gab sich der neue Landtag erstmals 1946 eine Geschäftsordnung. Aktuell gilt die Fassung der Neubekanntmachung vom 14. August 2009. Die letzte Änderung der aktuellen Geschäftsordnung erfolgte am 20. Mai 2021.

## Abschnitte der Geschäftsordnung
Die Geschäftsordnung des bayerischen Landtags gliedert sich in 11 Teile und 6 Anlagen.
- Teil I Tagung, Konstituierung, Auflösung und Abberufung
- Teil II Mitglieder des Landtags, Organe und Gremien
- Teil III Wahlen, Bestellungen
- Teil IV Beratungsgegenstände
- Teil V Verfahren der Vollversammlung
- Teil VI Verfahren der Ausschüsse
- Teil VII Landtag und Staatsregierung
- Teil VIII Drucksachen, Niederschrift der Verhandlungen und Ausfertigung der Beschlüsse
- Teil IX Akteneinsicht und Aktenabgabe, Behandlung von Verschlusssachen
- Teil X Landtagsamt
- Teil XI Schlussbestimmungen

- Anlage 1: Redezeiten
- Anlage 2: Geheimschutzordnung des Bayerischen Landtags (GeheimSchO)
- Anlage 3 (zu § 92 BayLTGeschO): Vereinfachte Handhabung des Immunitätsrechts

## Ausgewählte Regelungen
§ 174 der Geschäftsordnung für den Bayerischen Landtag regelt seit 1999, dass bei Vorhaben, die wesentliche Belange der Gemeinden oder Gemeindeverbände betreffen, den kommunalen Spitzenverbänden die Möglichkeit gegeben werden solle, rechtzeitig vor Beschlussfassung eine Stellungnahme abzugeben. Diese Regelung wurde etwa zeitgleich mit der Abschaffung des Bayerischen Senats verabschiedet und sollte den Wegfall der Gemeindevertretung auf Senatsebene kompensieren.
Die §§ 14 ff. regeln den Ältestenrat, der aus Vertretern der Fraktionen und dem Landtagspräsidenten besteht. Dabei benennen die Fraktionen jeweils einen Vertreter für angefangene 14 Sitze im Parlament. Der proportionell besetzte Ältestenrat hat eine interfraktionelle Beratungs- und Koordinierungsfunktion und unterstützt den Präsidenten. Er beschließt die Sitzordnung im Plenarsaal, den Sitzungsplan und die Tagesordnungen der Plenarsitzungen.